# Plecotus ognevi
Plecotus ognevi is een vleermuis uit het geslacht der grootoorvleermuizen (Plecotus) die voorkomt in de taiga en bergwouden van Zuidoost-Siberië (westelijk tot de Altaj, inclusief Sachalin en de Koerilen), Mongolië en waarschijnlijk Binnen-Mongolië en Korea. Deze soort wordt vaak tot de sterk gelijkende bruine grootoorvleermuis (P. auritus), een Europese soort, gerekend. Ook de Japanse soort P. sacrimontis lijkt sterk op P. ognevi. De Koreaanse vorm, beschreven als Plecotus uenoi Imaizumi & Yoshiyuki, 1969, is mogelijk een aparte soort.
P. ognevi is een middelgrote, bruine grootoorvleermuis met een lange duim en een wollige vacht. Sommige dieren hebben lichte haren aan de zijkant van de nek. De voorarmlengte bedraagt 39,00 tot 42,47 mm, de duimlengte 6,72 tot 8,41 mm en de schedellengte 16,31 tot 17,90 mm.